# Jacek Bigda
Jacek Jerzy Bigda (ur. 1963) – polski lekarz, profesor nauk medycznych, nauczyciel akademicki Gdańskiego Uniwersytetu Medycznego. W kadencjach 2005–2008, 2016–2020 i 2020–2024 prorektor Gdańskiego Uniwersytetu Medycznego.

## Życiorys
Ukończył studia na Wydziale Lekarskim AMG w 1987, jest specjalistą w zakresie biologii komórki i immunologii. Doktorat obronił w 1990, stopień doktora habilitowanego uzyskał w 1996, powołany w 2001 na stanowisko profesora nadzwyczajnego, tytuł naukowy profesora otrzymał w 2005 roku. Staż podoktorski odbywał w latach 1991-1993 w Instytucie Weizmanna w Izraelu, przebywał na stażach w Amsterdamie oraz Hanowerze. Zatrudniony w Akademii Medycznej w Gdańsku (przekształconej w Gdański Uniwersytet Medyczny) od 1986 roku.
W Akademii Medycznej w Gdańsku pełnił funkcję prodziekana (1996–1999), a następnie dziekana (1999–2005) Międzyuczelnianego Wydziału Biotechnologii UG–AMG. W latach 2005–2008 prorektor ds. rozwoju i współpracy międzynarodowej i przewodniczący Senackiej Komisji ds. Budżetu i Finansów oraz wiceprzewodniczący Senackiej Komisji Rozwoju Uczelni. Pełnił funkcję dyrektor Biura Rektora Gdańskiego Uniwersytetu Medycznego ds. Strategii i Współpracy Międzynarodowej. W 2016 ponownie objął funkcję prorektora uczelni, którą pełnił do 2024.
Od utworzenia w 2001 do chwili obecnej (2016) kieruje Zakładem Biologii Komórki, a od 2002 także Katedrą Biotechnologii Medycznej Akademii Medycznej w Gdańsku.
Jest autorem lub współautorem 50 publikacji naukowych, 6 patentów oraz ponad 90 doniesień konferencyjnych. Sumaryczny współczynnik IF jego publikacji wynosi ponad 40. Był promotorem 6 ukończonych przewodów doktorskich, a dalsze 3 przewody są w toku. W latach 2002–2005 kierownik projektu Centrum Doskonałości, finansowanego ze środków V Programu Ramowego Unii Europejskiej „Centre of Excellence in Biosafety and Molecular Biomedicine” (BioMoBiL). Pełnomocnik Rektora AMG ds. Budowy Trójmiejskiej Akademickiej Zwierzętarni Doświadczalnej (2000–2006), inwestycji środowiskowej finansowanej przez KBN.
Członek licznych towarzystw naukowych: Polskiego Towarzystwa Immunologii Doświadczalnej i Klinicznej (przewodniczący Oddziału Gdańskiego w latach 2001-2005), Polskiego Towarzystwa Histochemików i Cytochemików (członek Zarządu Głównego), Polskiego Towarzystwa Cytometrii (przewodniczący Oddziału Gdańskiego 1998-2002), Gdańskiego Towarzystwa Naukowego i Międzynarodowego Towarzystwa Cytokinowego.
Laureat Nagrody Czerwonej Róży (1986) i medalu Primus Inter Pares oraz Nagrody Premiera (1997) za wyróżniającą się rozprawę habilitacyjną. Uczelniany Samorząd Studencki uhonorował go w 2002 r. tytułem Amicus Studentis. Odznaczony Srebrnym Krzyżem Zasługi (2001) i Medalem Komisji Edukacji Narodowej (2001).